# Husk lige tandbørsten
Husk lige tandbørsten var et dansk underholdningsprogram, der blev sendt på DR1 i 1995 og igen i 2012 efter 17 års pause. Programmet var den danske udgave af det engelske underholdningsprogram Don't Forget Your Toothbrush, hvor deltagere dystede om en rejse for to. Optagelserne til programmet foregik i en hangar i Kastrup Lufthavn, og vinderne af programmet skulle være klar til afrejse med det samme, og derfor skulle have pakket bagage - og deres tandbørster - med i studiet. Programmets værter var i 1995 Casper Christensen og Anette Toftgaard og i 2012 var værterne Christian Fuhlendorff og Christina Bjørn.

## Overordnet ide
Showet blev livetransmitteret og havde to centrale elementer: Præsentationen af en kendt dansk sanger og en publikumskonkurrence om en rejse. Et spændingsmoment omkring rejsen var, at den enten kunne gå til et eksotisk rejsemål eller et knap så eksotisk mål i form af en dansk provinsby. De to muligheder blev opstillet med bogstavrim, så rejsemålene en aften f.eks. kunne være "Nepal eller Nibe", "Florida eller Fjerritslev".
Den kendte sanger gav undervejs et par numre og deltog i en quiz mod en af sine fans blandt publikum.

### Præmiekonkurrencer
Undervejs i programmet blev en eller flere blandt publikum udvalgt til at deltage i korte underholdende lege. Præmien for at vinde disse var enten en pengesum eller en præmie af personlig interesse, såsom en billet til en teaterforestilling i London eller shopping i Paris.
For at vinde en af præmierne skulle man være med i skøre konkurrencer – ofte var nogle af deltagerens personlige genstande bragt med ind i studiet. Engang var der f.eks. en mand, som skulle identificere sin fugl, som blev præsenteret sammen med tre identiske fugle.

### Hjælp
I nogle udsendelser var der hjælp til nogen der havde problemer, der var f.eks. en kvinde der aldrig havde fløjet, der blev sendt op i fly.

### SuperFan quiz
I løbet af programmet var der en SuperFan quiz, hvor fanen og stjernen hver havde taget en gave med, hvis den anden vandt. Quizzen gik ud på, at Casper Christensen i løbet af 2 minutter stillede deltagerne spørgsmål om stjernen, og vinderen blev nu den af fanen og stjernen, der vidste mest om stjernen.

### Spræng publikum i luften
Efter at superstjernen havde givet sit sidste nummer, skulle han/hun "sprænge" publikum i luften.
Når en person blandt publikum således blev sprængt i luften, kom der en masse røg som signal til, at han/hun fik et kvalifikationsspørgsmål, der ved rigtigt svar gav adgang til den afgørende spil om rejsen i form af Tænd tequilaen. Den udvalgte fik en partner med til denne konkurrence

### Tænd tequilaen
De to deltagere fik i alt ni spørgsmål. Fik de fem rigtige var de på vej til et ophold på Hotel D’Angleterre efterfulgt af superrejsen, mens de ved fem forkerte gik til næste skridt. Her blev der ringet op til en seer, der sad foran tv, der nu fik et spørgsmål. Hvis seeren svarede rigtigt, var seeren på vej til superrejsen, men hvis seeren svarede forkert, vandt parret i studiet alligevel superrejsen.

### Ekstra shows
i 2004 blev der optaget 6 nye udsendelser, og udsendt sammen med udvalgte tidligere udsendelser

## Optagelser
Husk lige tandbørsten blev i 1995 optaget i en hangar i Københavns Lufthavn, så de vindende deltagere kunne tage på afrejse med det samme efter programmets afslutning.

## Genoplivning
DR annoncerede i april 2012 at Husk lige tandbørsten efter 17 år ville blive genoplivet i en moderne udgave, som skulle være konkurrent til den rivaliserende kanal, TV 2s fredagsunderholdningsprogram Vild med dans. DR annoncerede i juni 2012 at komikeren Christian Fuhlendorff ville blive programmets vært sammen med tidligere radiovært, Christina Bjørn. Programmet blev produceret af DR i samarbejde med Husk lige tandbørstens oprindelige vært, Casper Christensens eget produktionsselskab Douglas Entertainment. Programmet havde premiere fredag d. 31. august 2012 kl. 20 på DR1 og løb frem til den 26. oktober 2012 i i alt 7 programmer. Programmet modtog overvejende negative anmeldelser og indbragte lavere seertal end forventet med omkring 475.000 seere ved det næstsidste program mod Vild med dans' 1,1 millioner seere samme aften. Grundet programmets lave seertal og negative anmeldelser blev programmet ikke forlænget.